# Nicolaïkerk (Appingedam)
De Nicolaïkerk of Nicolaaskerk is een romanogotische hallenkerk in de Nederlandse stad Appingedam. Deze grootste kerk in de Groninger Ommelanden behoort tot de Top 100 van de Rijksdienst voor de Monumentenzorg.

## Bouwgeschiedenis

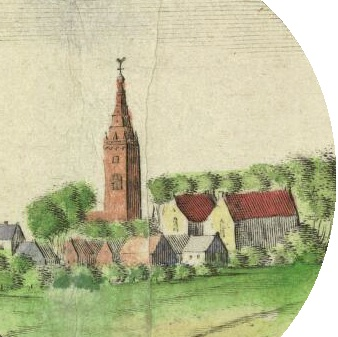
Nicolaikerk met de in 1834 afgebroken toren op het cartouche van de Coenderskaart uit ca. 1675

De Nicolaïkerk staat aan de Wijkstraat, van oudsher de hoofdstraat van Appingedam. Het laatrenaissancistische Raadhuis uit 1630 is ertegenaan gebouwd.
Het oudste deel van de kerk dateert uit het begin van de 13e eeuw. Mogelijk heeft er op die plek al eerder een kerk gestaan. In 1225 werd een zaalkerk gebouwd, gewijd aan Maria. De groei die de stad Appingedam in de middeleeuwen doormaakte, zorgde er waarschijnlijk voor dat de kerk al in de tweede helft van de 13e eeuw werd uitgebouwd tot een kruiskerk met een westtoren. Het koor werd daarbij vergroot, maar werd in het begin van de 14e eeuw alweer verder uitgebouwd en kreeg toen een vijfhoekige afsluiting. In 1331 was de kerk nog aan Maria gewijd, maar enige tijd daarna moet Nicolaï (Sint-Nicolaas) de beschermheilige zijn geworden. In 1408 wordt zijn naam als eerste genoemd in combinatie met de kerk.
In de 15e eeuw werden de zijbeuken van de kruiskerk uitgebouwd tot de huidige hallenkerk. De uiteinden van de zijbeuken zijn nog goed te herkennen, doordat de uitbouw zich kenmerkt door grote gotische spitsboogvensters, terwijl de oorspronkelijke zijbeuken kleinere rondboogvensters hebben. De zijbeuken werden in het begin van de 16e eeuw afgesloten met een zuiderkapel (de Jozefkapel) en iets later ook een noorderkapel (de Mariakapel).
Na de Reductie van Groningen ging de rooms-katholieke Nicolaïkerk in 1594 over tot het protestantisme. Dit had gevolgen voor het interieur. Alle katholieke kenmerken verdwenen en de muren werden gewit. In de 17e eeuw kwamen er een rijk met houtsnijwerk bewerkte preekstoel (1665), een dooptuin en een aantal herenbanken.
De oorspronkelijke kerktoren werd in 1554 vervangen door een vrijstaande toren. Deze staat afgebeeld op het stadsbeeld van Appingedam op het cartouche onderaan de Coenderskaart en werd in 1834 wegens bouwvalligheid gesloopt. De huidige forse, maar niet hoge, klokkentoren dateert uit 1835 en meet 41 meter.
De kerk werd in de periode 1948-1953 gerestaureerd onder de verantwoordelijkheid van de architecten A.R. Wittop Koning en Rienk Offringa. In 2008 is in de Mariakapel een Archeologisch Informatiepunt gerealiseerd. De Jozefkapel is ingericht als stiltecentrum. 
In 2013 bleek dat de Nicolaïkerk schade had geleden door bodemdaling en aardschokken veroorzaakt door de gaswinningsproblematiek in het nabijgelegen Groningenveld. In 2025 waren de Mariakapel en Jozefkapel om die reden nog niet toegankelijk voor publiek.

## Fresco's

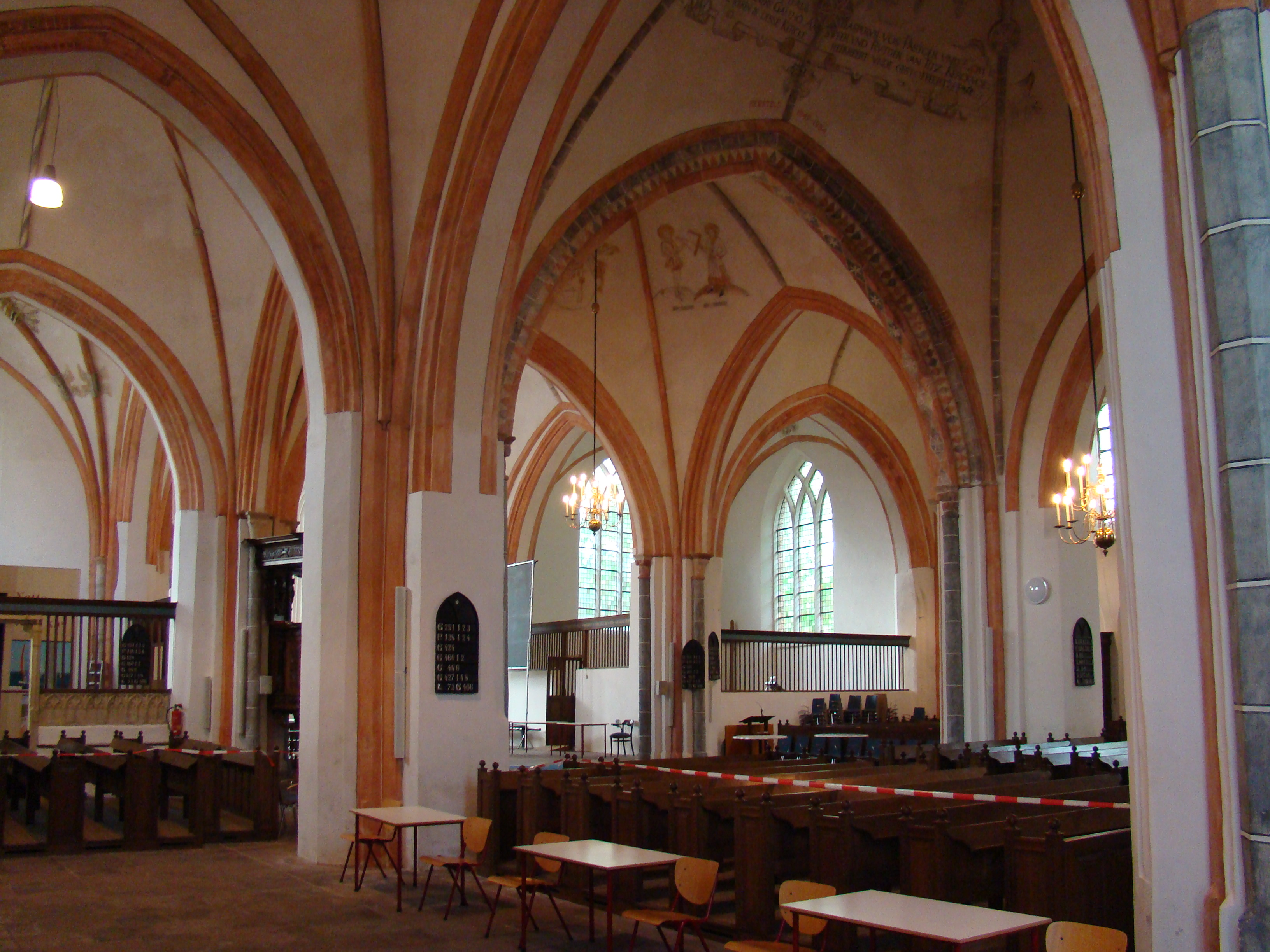
Het interieur met het fresco van de Quatuor Coronati in het vieringsgewelf

Tijdens de restauratie begin jaren 50 werden onder een dikke laag kalk enkele muurschilderingen in de kerk ontdekt. Besloten werd deze weer in het zicht te brengen. Het betreft onder meer een afbeelding van sint Nicolaas van Myra in het gewelf van het koor-apsis. In het oostelijk gedeelte van het vieringsgewelf staan de Vier Gekroonde Martelaren (Quatuor Coronati) afgebeeld: Claudius met een passer, Nicostratus met een winkelhaak, Castorius met een beitel en Symphorianus met een troffel. Tussen deze patroonheiligen van de middeleeuwse bouwgilden is een wapenschild in laat-gotische stijl geplaatst, waarvan het schild een aantal bouwwerktuigen laat zien. De afbeeldingen worden gedateerd op het midden van de 15e eeuw.

## Orgels

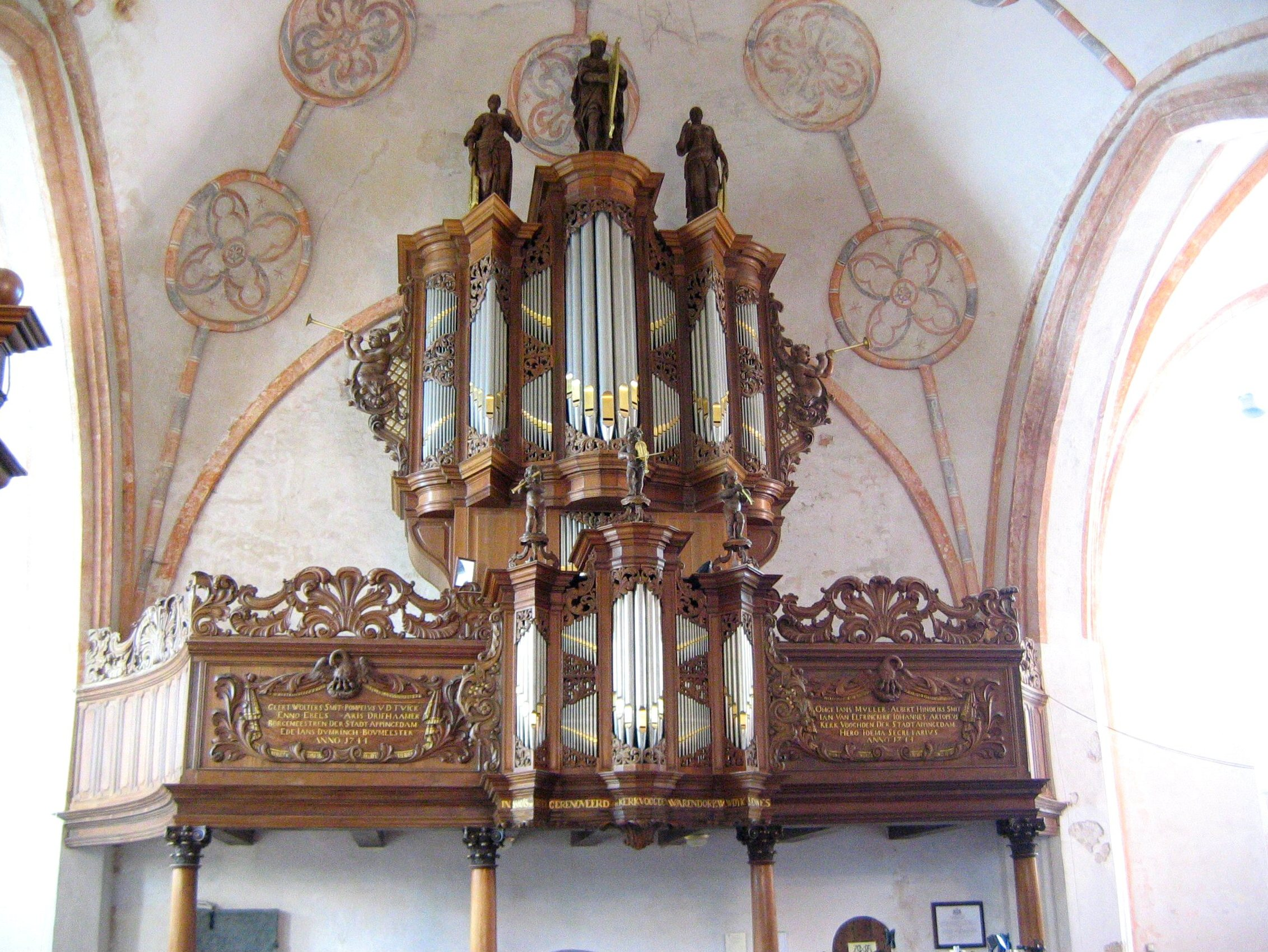
Albertus Antoni Hinsz-orgel uit 1744

De Nicolaïkerk bezit een in 1744 door Albertus Antoni Hinsz gebouwd tweeklaviers orgel, waarin pijpen zijn verwerkt van het orgel van Daniël Bader en Anthoni Waelckens dat er sinds 1638 stond. Verbouwingen aan het instrument zijn verricht in 1810, waarschijnlijk door de orgelbouwer Heinrich Hermann Freytag. In 1842 heeft Petrus van Oeckelen de frontpijpen verwijderd en in 1884 hebben zijn zonen de dispositie veranderd. Toen de kerk vanaf 1948 werd gerestaureerd was het orgel gedemonteerd; in 1954 werd het weer opgebouwd.
In 1967-1970 onderging het orgel een algehele restauratie in de staat van 1744 door de firma Van Vulpen uit Utrecht. Verdeeld over het hoofdwerk en het rugpositief beschikte het vanaf dat moment over 20 registers. Daarna bracht Mense Ruiter in 1988 wijzigingen aan in de stemming en de tractuur.
Bij een grote restauratie door de orgelfirma Reil te Heerde, begonnen in 2016 en voltooid in september 2017, werd het aangehangen pedaal vervangen door een zelfstandig pedaal. Hierdoor kreeg de klank meer diepte en werden de repertoiremogelijkheden sterk vergroot. De eerste plannen voor deze uitbreiding dateren van de late jaren veertig, maar de uitvoering werd pas na 70 jaar mogelijk, mede dankzij een legaat. De ruimte voor de pedaalkas met de benodigde vier extra registers werd gevonden achter het orgel, zodat de uitbreiding vrijwel aan het oog wordt onttrokken.
In de Nicolaïkerk staan ook twee kleine orgels: een eenklaviers koororgel met vijf registers, gebouwd in 1967 door de Utrechtse firma J. de Koff en in de Jozefkapel een Pels & Van Leeuwen-orgel uit 1970.

## Luidklokken en carillon
Boven in de toren hangen drie luidklokken. In de oude toren hing al in 1620 een beiaard van elf klokken, vervaardigd door de klokkengieter François Simon. In de eerste decennia van de 19e eeuw mochten zij niet meer geluid worden vanwege de bouwvalligheid van de toenmalige toren. Zij kwamen vervolgens te hangen in de nieuwe toren van 1835, maar werden in 1911 vervangen door 25 klokken van John Taylor. Na wijzigingen in 1979, 1991 en 2000 telt het carillon nu 51 klokken.

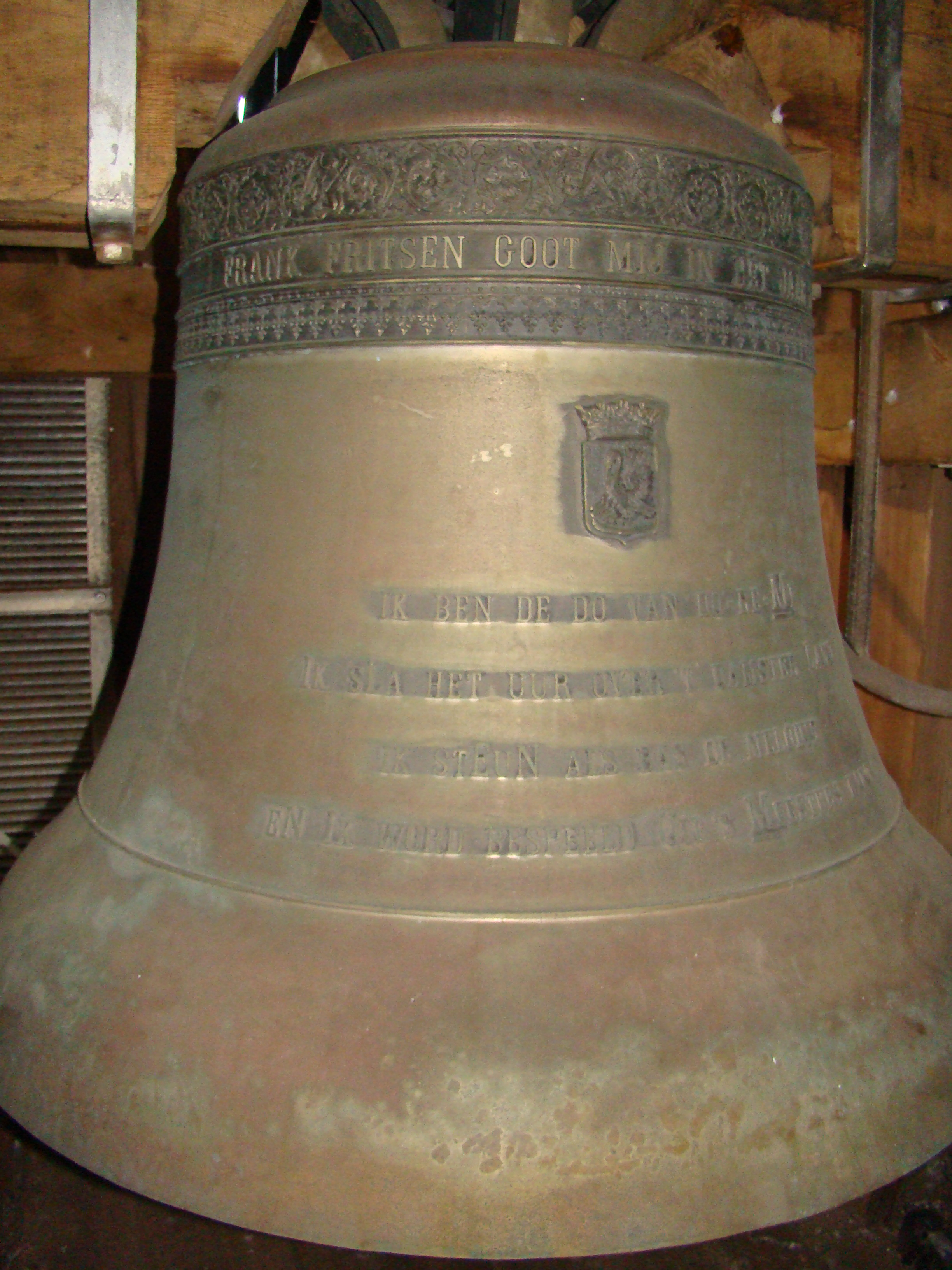
Een van de klokken.
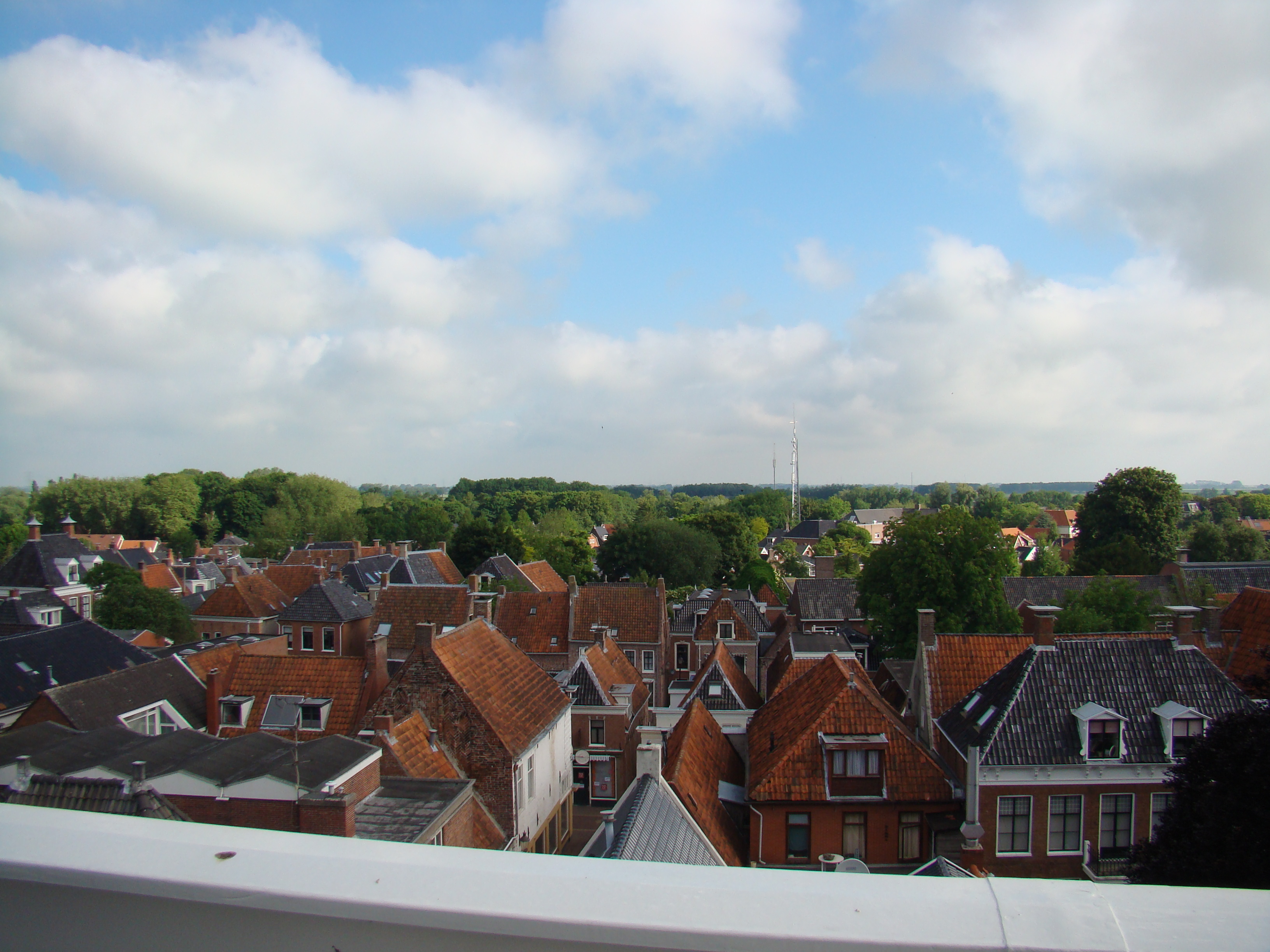
Uitzicht vanaf de toren.
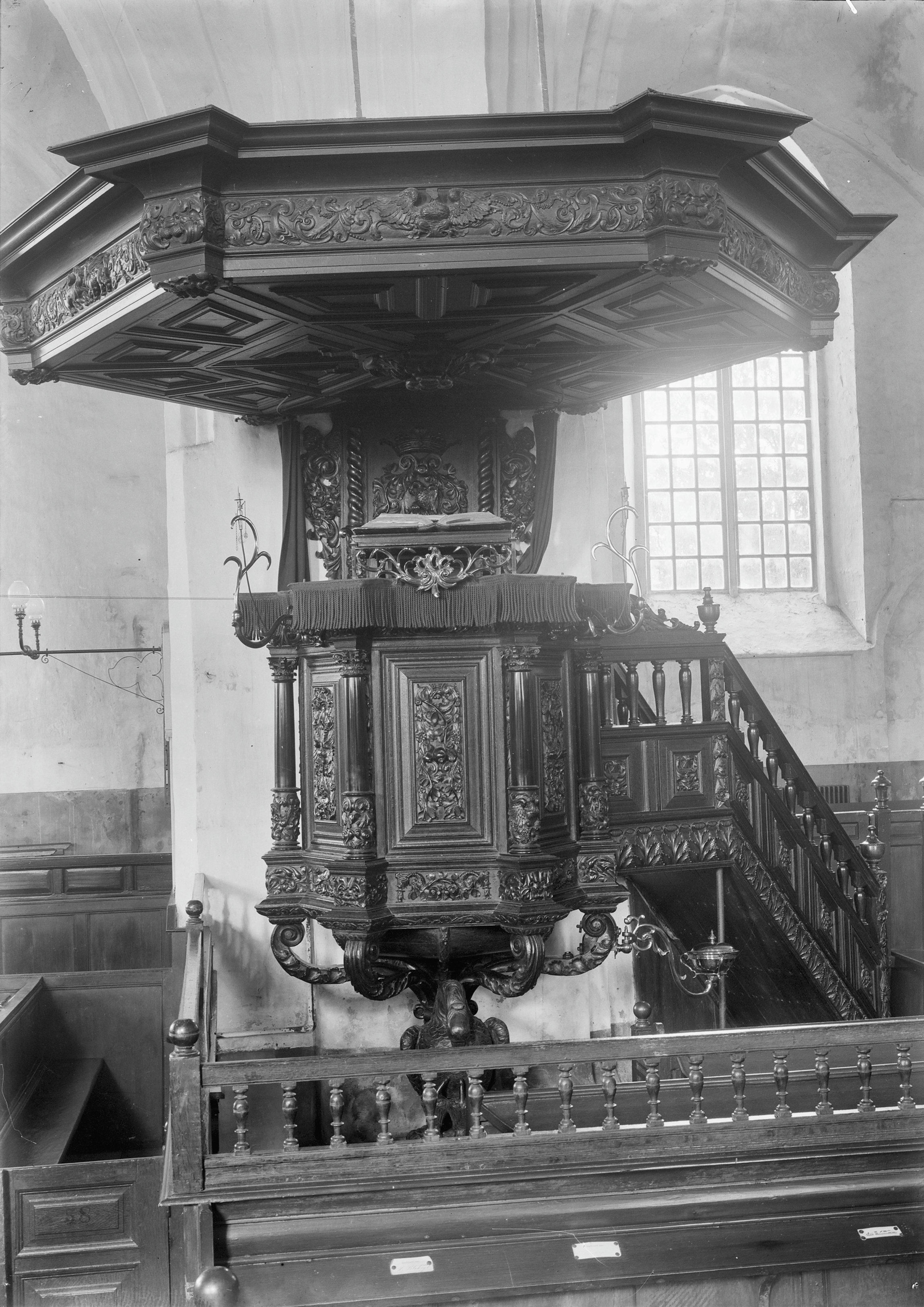
Preekstoel
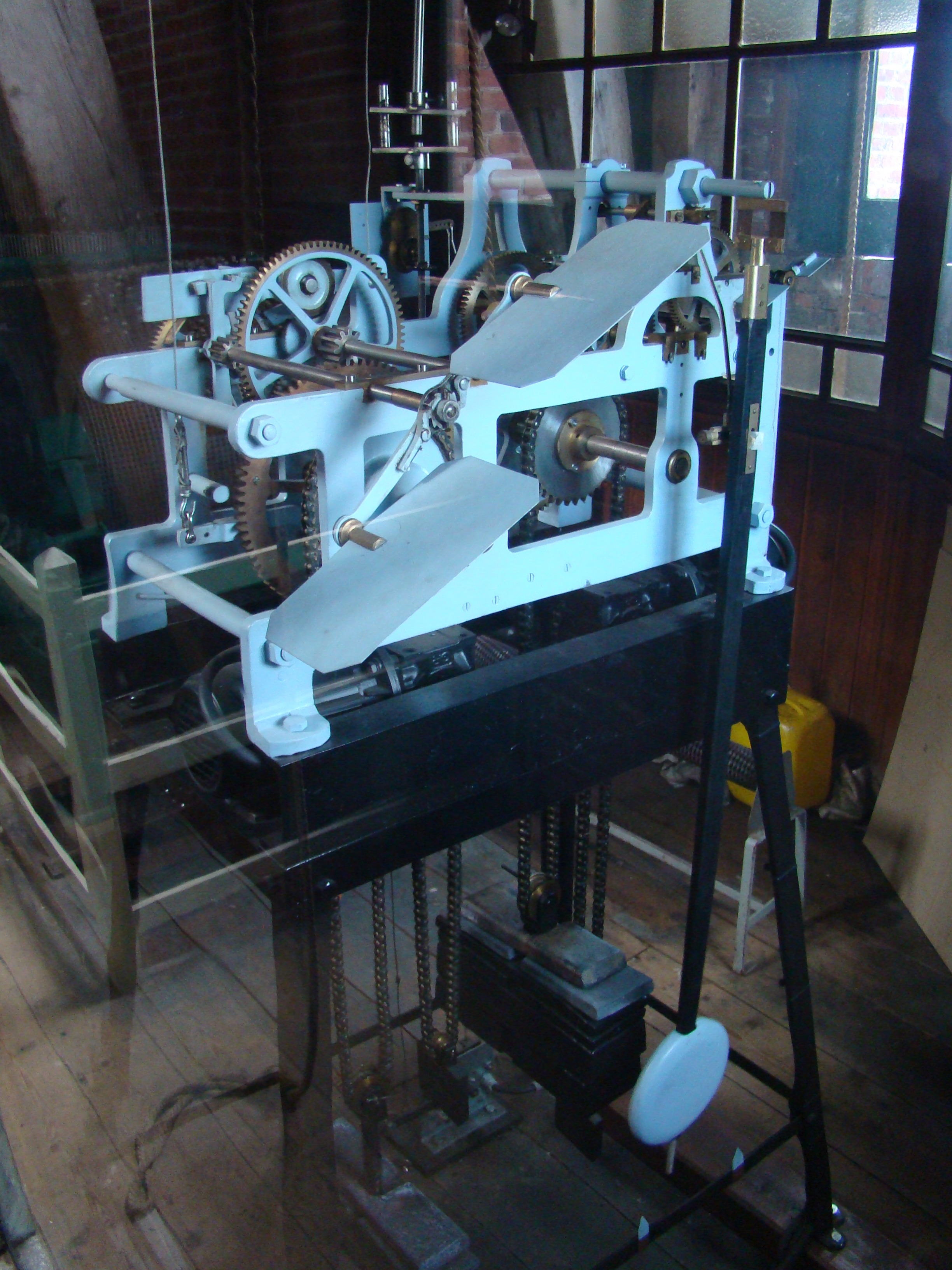
Uurwerk.

## Trivia
- Synco Reijnders (1793-1873), burgemeester van Appingedam en belangrijk voorman der Groninger beschaving, schreef ter gelegenheid van de vervanging van de bouwvallige toren van de Nicolaïkerk een uitvoerig lofdicht in de allereerste Groningsche Volksalmanak (1837).
- Door het fresco van de Quatuor Coronati (de patroonheiligen van de bouwvakkers en beeldhouwers) op de gewelven, wordt de Nicolaïkerk weleens met de vrijmetselarij verbonden.[bron?]

## Exterieur

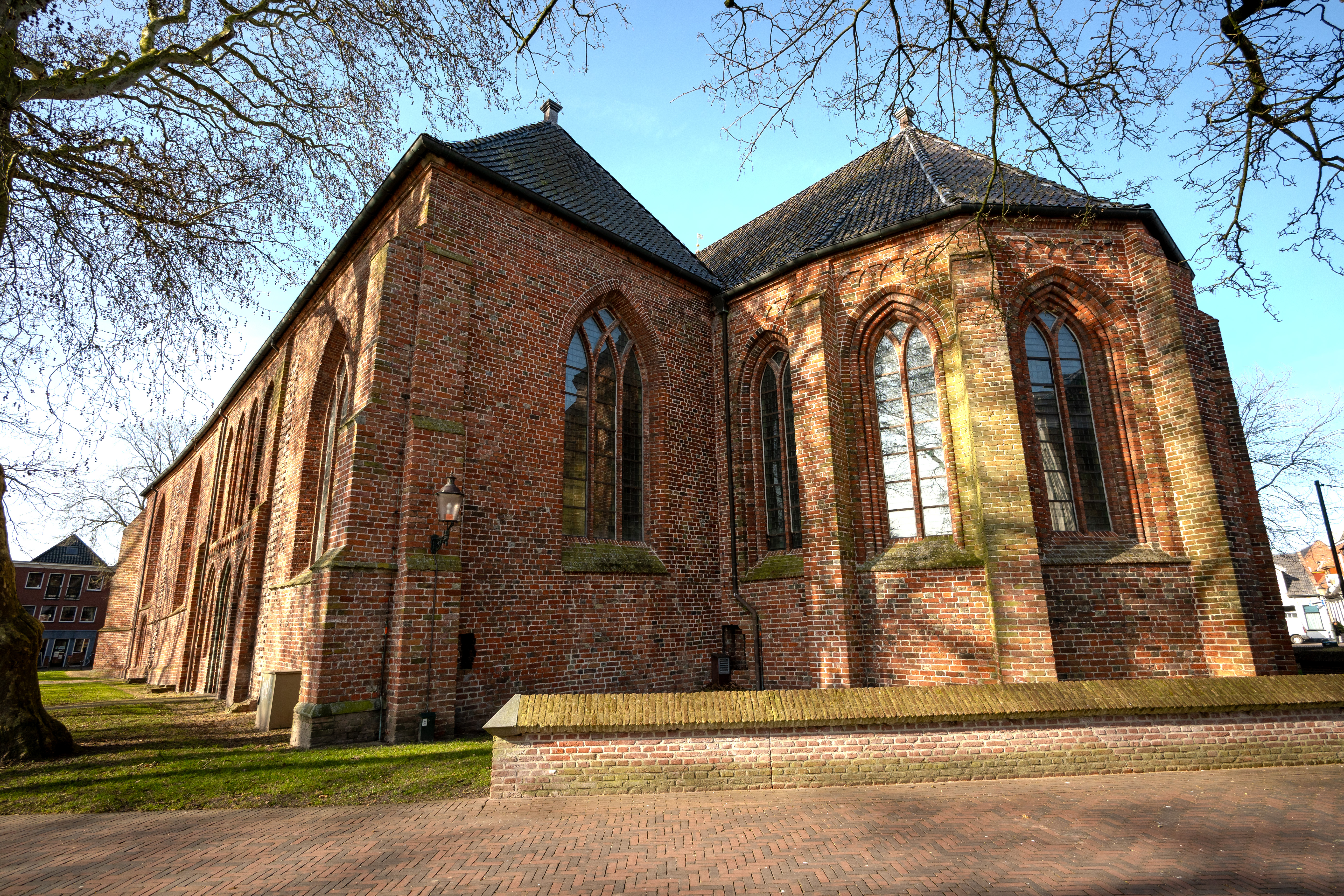
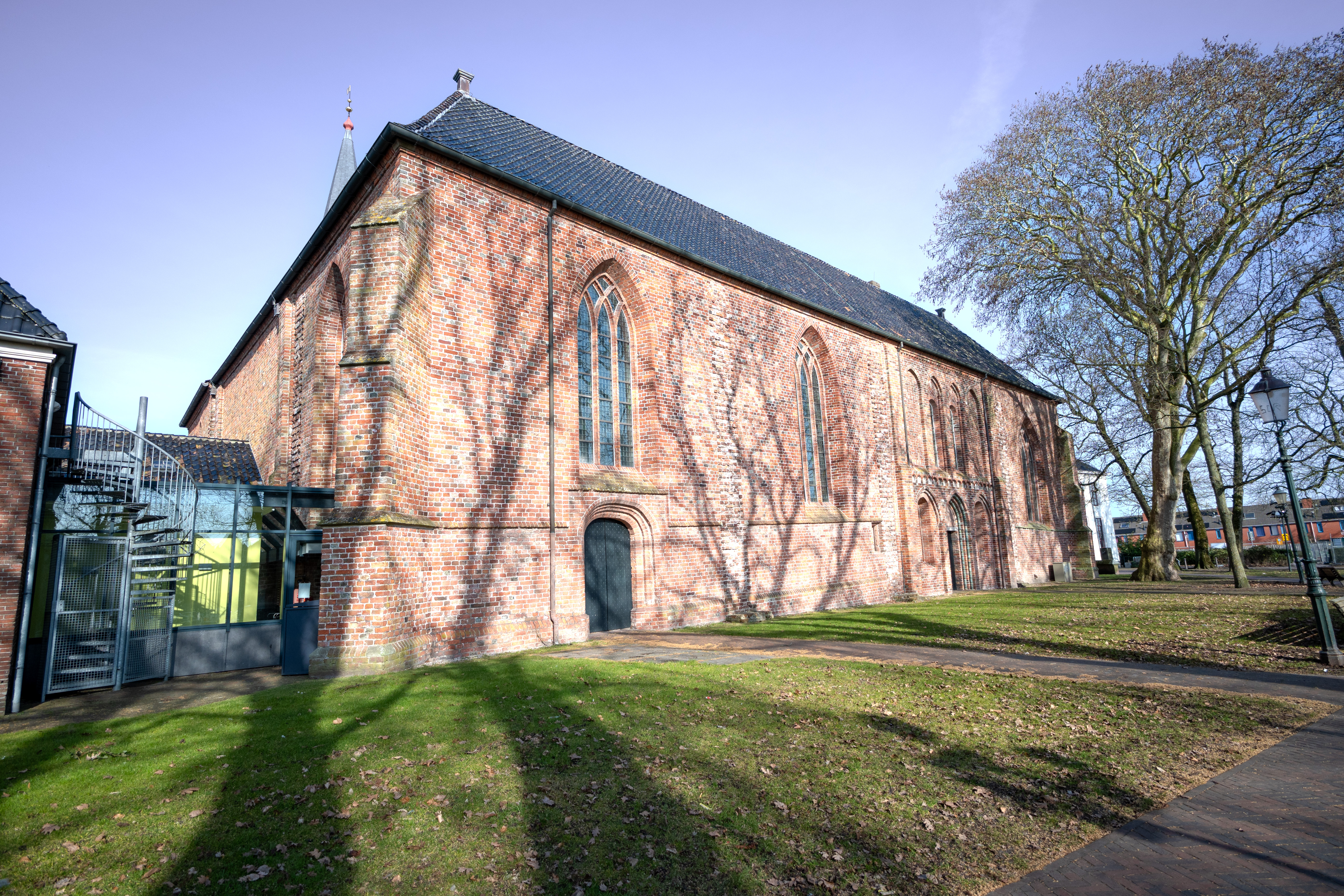
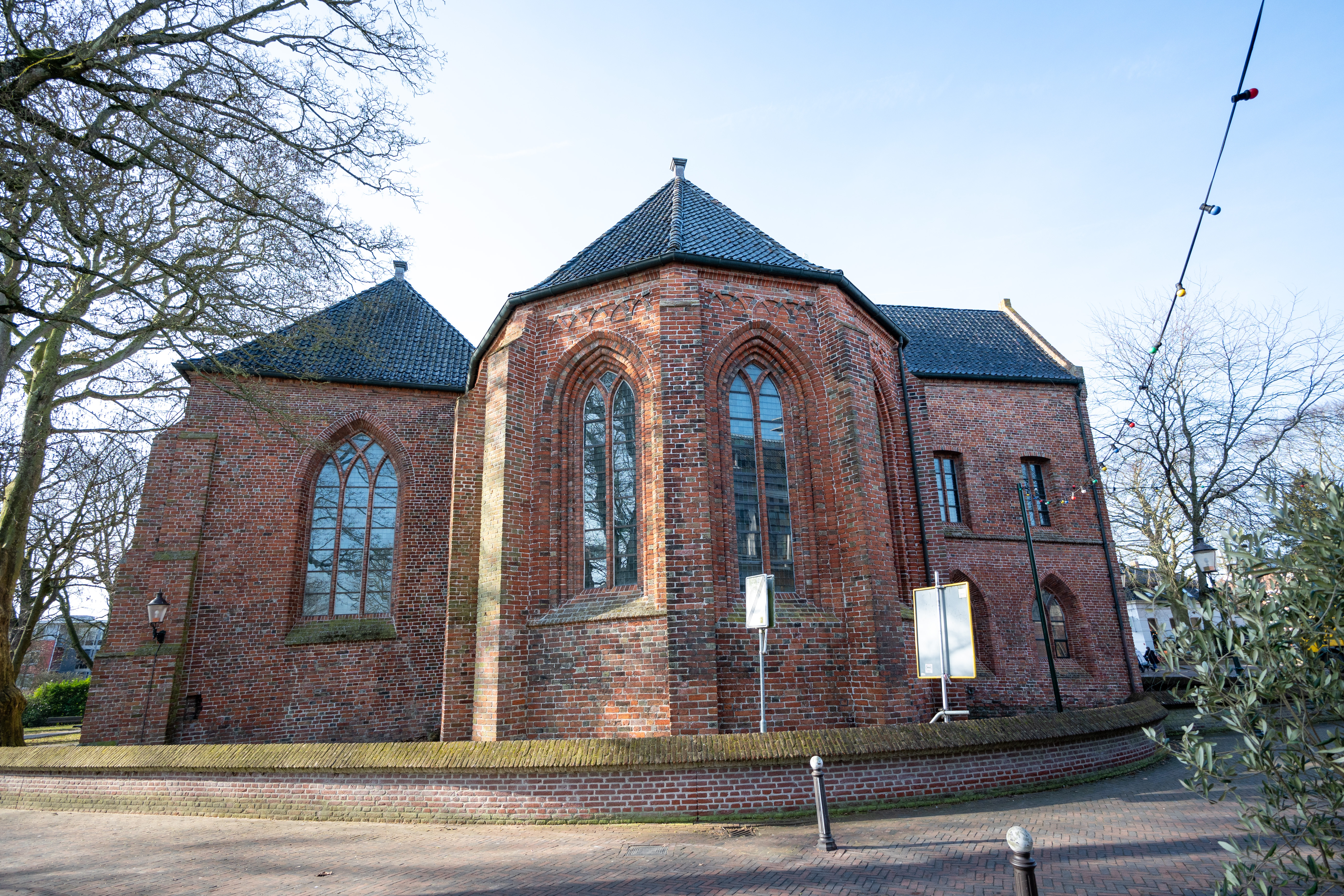
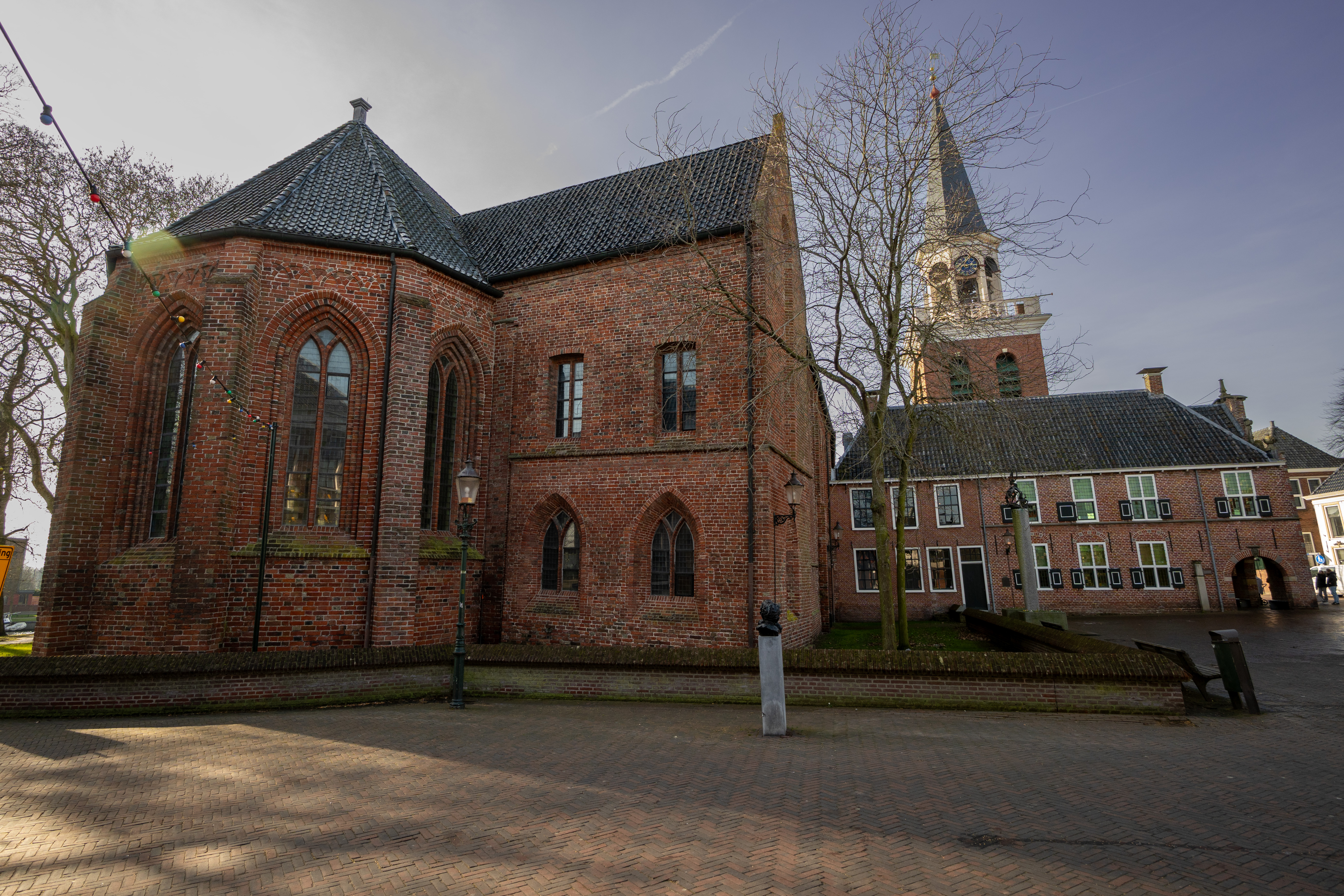